# Restaurantfachmann

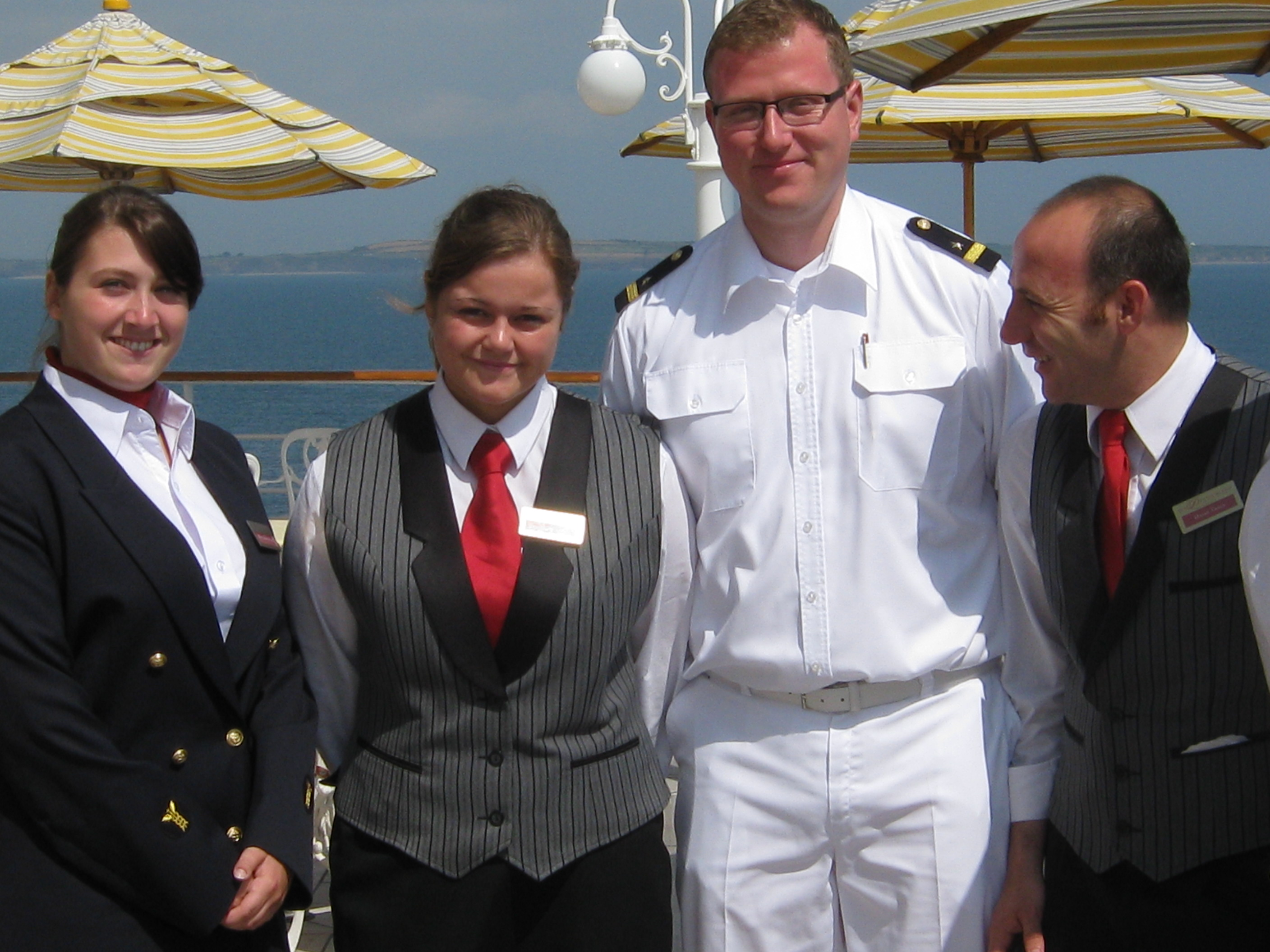
Ausbilder und Servicepersonal an Bord

Restaurantfachmann oder Restaurantfachfrau, abgekürzt auch ReFa, ist eine Berufsbezeichnung und ein Ausbildungsberuf in Deutschland, Österreich und der Schweiz. Dieser gastgewerbliche Beruf wird weithin auch als „Kellner“ bezeichnet. Diese Bezeichnung ist veraltet, insbesondere, weil sich die Aufgabenbereiche kontinuierlich erweitert haben.

## Berufsbild und Tätigkeiten
„Restaurantfachleute bedienen und betreuen Gäste, arbeiten im Restaurant, am Buffet und an der Bar. Sie begrüßen und beraten Gäste, servieren Getränke und Speisen, sie erstellen die Rechnung und kassieren. Die Planung und Ausrichtung von Veranstaltungen, Tagungen und Festlichkeiten ist ein weiterer Schwerpunkt dieses […] Berufes.“ Des Weiteren organisieren Restaurantfachleute selbstständig Serviceabläufe und präsentieren und servieren Speisen unter Berücksichtigung verschiedener Servierarten. Sie bereiten häufig auch Speisen und Getränke direkt am Tisch des Gastes zu.
Viele verwechseln den Begriff Kellner, Fachkraft für Gastgewerbe, Restaurantfachfrau/-mann, Hotelfachfrau/-mann und Restaurantkauffrau/-mann.

## Ausbildung

### Deutschland
In der dreijährigen dualen Ausbildung werden fundierte Grundkenntnisse über Ernährung im Allgemeinen und Speziellen vermittelt, sowie detailliertes Wissen über Nahrungsmittel, deren Herkunft und Zubereitung.
Außerdem ist die Getränkekunde einer der Hauptbestandteile der Ausbildung. Diese umfasst zum Beispiel Anbaugebiete für Tee, die Ernte desselben in der Theorie und natürlich die verschiedenen Produkte, die letztlich auf den Markt gelangen, ebenso wie den umfassenden Bereich des Weins einschließlich der gängigen Rebsorten, Geschmacksrichtungen, Qualitätsbezeichnungen und Weinarten. Nach der mehrjährigen Ausbildungszeit sind Weiterbildungen möglich, zum Beispiel zum Sommelier.

### Österreich
In Österreich absolvieren Restaurantfachleute eine dreijährige Lehre im dualen Ausbildungssystem an den entsprechenden Berufsschulen und bei gewerblichen Lehrbetrieben. Als schulische Voraussetzung reicht laut Gesetz die Absolvierung der neunjährigen Schulpflicht. Die meisten erfolgreichen Bewerber haben jedoch eine Hauptschule und/oder Polytechnische Schule abgeschlossen. Die Ausbildungsinhalte orientieren sich an den im Berufsbild beschriebenen Tätigkeitsbereichen. Die Ausbildung endet mit der Lehrabschlussprüfung, die aus einem schriftlichen und mündlichen Teil besteht.
Die bestandene Prüfung ersetzt auch den Lehrabschluss im Beruf Gastronomiefachmann/frau. Bei verwandten Lehrberufen wie Systemgastronomiefachmann oder Koch verkürzt sich die Lehrzeit. Viele Institutionen bieten Weiterbildungskurse z. B. zum Bankettmanager an. Für den Zugang zu Höherqualifizierungen an Kollegs, Fachhochschulen und Universitäten benötigt man meist die Berufsmatura (Berufsreifeprüfung), die sich aus der Lehrabschlussprüfung und vier weiteren Prüfungen zusammensetzt.

### Schweiz

#### Restaurationsfachmann EFZ
In der Schweiz heißt der Ausbildungsberuf Restaurationsfachmann EFZ. Die Ausbildung dauert drei Jahre.
Die Berufsfachschule wird ein Tag pro Woche besucht oder es sind zwei interkantonale Fachkurse zu je fünf Wochen jährlich in einem Schulhotel zu absolvieren.

#### Restaurationsangestellter EBA
Für Interessenten, welche die (schulischen) Anforderungen an den Restaurationsfachmann EFZ nicht erfüllen, existiert der Ausbildungsberuf Restaurationsangestellter EBA. Die Ausbildung zum Restaurationsangestellten dauert zwei Jahre.
Die Berufsfachschule wird einen Tag pro Woche besucht oder es sind zwei interkantonale Fachkurse zu je fünf Wochen jährlich in einem Schulhotel zu absolvieren.

## Berufsmöglichkeiten
Im Gegensatz zu den Hotelfachleuten haben Restaurantfachleute eine bessere Chance auf eine Anstellung in gehobenen Restaurants (Sterneküche), da sie in ihrer Ausbildung detailliertere Kenntnisse des Serviceablaufs (mit Tranchieren, Filetieren, Flambieren etc.) erworben haben, wogegen Hotelfachleute breitere Kenntnisse der Hoteltätigkeiten besitzen.
In der Praxis werden in der Gastronomie (lt. Statistik für Baden-Württemberg 2005) 39,0 % Köche, 33,7 % Hotelfachleute, 16,9 % Restaurantfachleute, 2,4 % Hotelkaufleute, 5 % Fachleute der Systemgastronomie und 3 % in anderen Ausbildungsberufen der Gastronomie ausgebildet.
Die Anzahl der sozialversicherungspflichtig gemeldeten Restaurantfachleute in Deutschland ist von 1999 mit 186.753 auf 259.389 im Jahr 2011 gestiegen.